# Granatellus pelzelni
La reinita pechirroja (en Colombia)(Granatellus pelzelni), también denominada granatela de pecho rosado o candelita pechirroja (en Venezuela), es una especie de ave paseriforme de la familia Cardinalidae. Es nativa de América del Sur, en el  oriente de la cuenca amazónica y en el escudo guayanés.

## Descripción

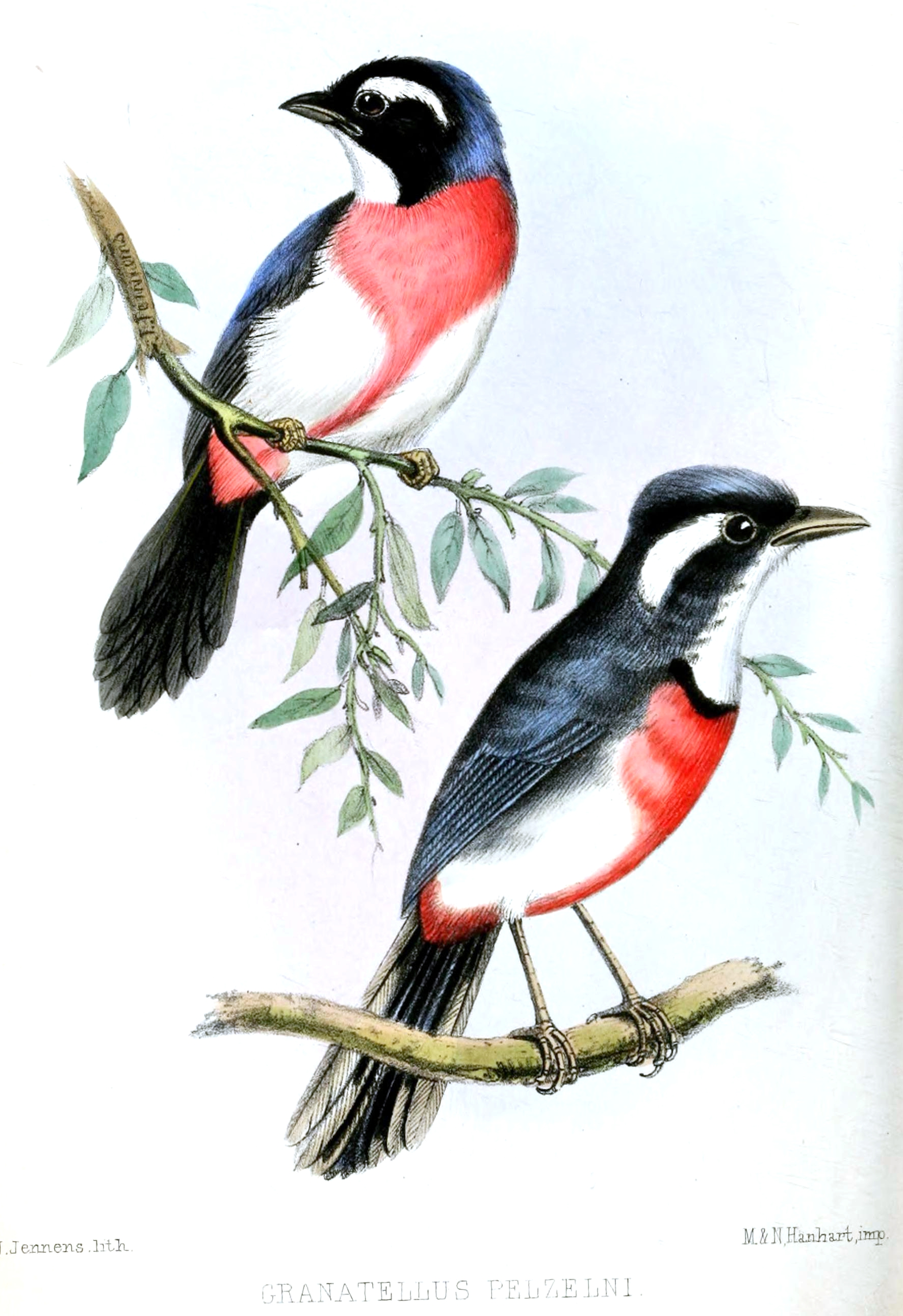
Granatellus pelzelni, ilustración de John Jennens en Proceedings of the Zoological Society of London, 1865.

Mide en promedio 12 cm de longitud. El macho tiene la cabeza color negro con una raya blanca detrás de los ojos y la garganta también blanca; el pecho, el vientre y la grupa son rojos. La hembra tiene la corona y la frente de color gris azulado, los lados de la cabeza y partes inferiores son de color acanelado.

## Distribución y hábitat
Se encuentra en Bolivia, Brasil, la Guayana francesa, Guyana, Surinam y Venezuela.
Su hábitat natural es la selva húmeda tropical de regiones bajas.

## Alimentación
Se alimenta de insectos, frecuentemente formando parte de bandas mixtas con otras especies.